# Ibraima Sori Djaló
Ibraima Sori Djaló é um político da Guiné-Bissau , membro do Partido da Renovação Social.
Sori Djaló é membro fundador do PRS, foi o primeiro vice-presidente do partido no regime de Koumba Ialá, e oito anos como Presidente Interino dos renovadores.
Foi 2º vice-presidente da Assembleia Nacional Popular e por vigência do regimento da ANP, liderou esse órgão legislativo durante o período de transição política.
Já em 2014, Sori Djaló concorreu as eleições presidenciais como candidato independente, na qual foi o quinto mais votado num total de treze candidatos.